# Глотовка (Луганская область)
Гло́товка (укр. Глотівка) — село, относится к Троицкому району Луганской области Украины.
Население по переписи 2001 года составляло 11 человек. Почтовый индекс — 92134. Телефонный код — 6456. Занимает площадь 5,4 км². Код КОАТУУ — 4425483003.

## Местный совет
92134, Луганська обл., Троїцький р-н, с. Новоолександрівка, вул. 70-річчя Жовтня, 2  (укр.)